# Пертская красавица
«Пе́ртская краса́вица, или Валенти́нов день»  (англ. The Fair Maid of Perth; Or, St. Valentine's Day), чаще просто «Пе́ртская краса́вица» — исторический роман Вальтера Скотта, опубликованный в 1828 году в издательстве Cadell and Co. в Эдинбурге (Шотландия) и в Simpkin and Marshall в Лондоне (Англия). Действие книги происходит в городе Перт (Шотландия) около 1400 года.
«Пертская красавица» — первый роман Вальтера Скотта после опубликованного в 1826 году «Вудстока» и вторая часть «Кэнонгейтских хроник». Книга получила восторженные отзывы критиков и продавалась чрезвычайно успешно.
Существует одноимённая опера Жоржа Бизе (1867), а также британский немой фильм 1923 года.

## Сюжет
Действие происходит в конце XIV века в Шотландии, во времена правления Роберта III. «Пертской красавицей» называют Кэтрин Гловер, дочь перчаточника. Её руки и сердца пытаются добиться сразу несколько персонажей: кузнец и умелый мечник Генри (Гарри) Гоу («Гоу» означает «кузнец» в переводе с гэльского, автор подчёркивает, что у людей простых сословий не было настоящих фамилий в эти времена и все они носили прозвания, часто производные от их занятий; «Гловер», соответственно, «перчаточник»), молодой ученик отца Кэтрин по имени Конахар (на самом деле являющийся сыном вождя одного из гэльских кланов), и герцог Ротсей, наследник шотландской короны.
В ночь на День Св. Валентина герцог Ротсей пытается похитить Кэтрин. В его планы вмешивается Генри Гоу. Во время стычки Гоу отрубает руку сэру Джону Рэморни, доверенному лицу герцога. Перстень Рэморни становится доказательством участия людей герцога в похищении. По настоянию отца, герцог Ротсей отправляет Рэморни в отставку. Сначала тот пытается отомстить кузнецу, но это ему не удается. Тогда Рэморни мстит бывшему хозяину и заманивает Ротсея в Фолклендский замок, где тот умирает от голода в темнице. При участии Кэтрин убийство раскрывают и сэра Рэморни казнят.
Развивающаяся связь Кэтрин и Генри вызывает ревность Конахара. После смерти отца Конахар становится предводителем клана Кухил и возглавляет его в бою с кланом Хаттан. В битве должны сойтись по тридцати лучших воинов с каждой стороны. Перед боем клан Хаттан лишается одного из своих бойцов и вызывает добровольца из числа горожан. Кузнец соглашается вступить в бой, для того чтобы убить Конахара. В конце битвы Конахар и Гоу сражаются друг с другом, но Конахар убегает с поля боя. Покрыв себя позором, он позже совершает самоубийство, бросившись с обрыва в водопад. Впрочем, тело его не было найдено и, согласно легенде, Конахар мог выжить и стать отшельником в шотландских пустошах.
Генри Гоу клянётся впредь сражаться только во славу Шотландии и, наконец, завоёвывает руку и сердце Кэтрин. В последних строках романа сообщается, что «многие весьма почтенные дома в Шотландии и особенно в Пертшире, как и многие именитые личности, отличавшиеся в искусствах или на войне, с гордостью указывают, что ведут свой род от Гоу Хрома и пертской красавицы».

## История создания

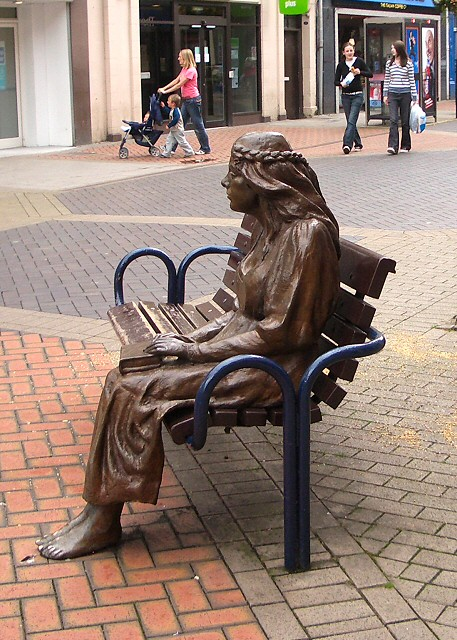
Пертская красавица, скульптор — Грэм Иббесон

Изначально писатель планировал создать сборник рассказов наподобие первой части «Кэнонгейтских хроник». Контракт с издателем был подписан в ноябре 1827 года, и к 3 декабря Скотт уже закончил вступление и два рассказа для предполагаемой второй части. Следующий рассказ, предварительно озаглавленный The North Inch of Perth, должен был посвящён церемониальной битве между представителями шотландских кланов, состоявшейся в 1396 году — в битве должны были разрешиться разногласия между кланами. В предисловии Скотт пишет:

Достоверный факт, что два могущественных клана выставили каждый по тридцать бойцов, чтобы в битве разрешить свой давний спор пред лицом короля Роберта III, его брата герцога Олбени и всего королевского двора Шотландии в городе Перте в 1396 году нашей эры, видимо, с равной отчетливостью обрисовывает как ярость племенной вражды у горцев, так и упадочное состояние государственной власти в стране…
— Вальтер Скотт. Пертская красавица, или Валентинов день. Перевод с английского Н. Д. Вольпин
Автора особенно привлекла легенда о том, что один из бойцов сбежал либо перед битвой, либо в течение неё:

Две черты в истории этой битвы-турнира на пертском Лугу — бегство одного из назначенных бойцов и безудержная отвага некоего горожанина, добровольно вызвавшегося за мелкую монету занять его место в смертельном бою, подсказали образы вымышленных персонажей, которым и отведена в романе существенная роль… Автор думал, что получится новее — да и глубже будет интерес, — если удастся привлечь к этому герою некоторое сочувствие, несовместимое с полным отсутствием уважения.
— Вальтер Скотт. Пертская красавица, или Валентинов день. Перевод с английского Н. Д. Вольпин
Работа Скотта была прервана письмом от издателя Роберта Каделла, который указал на скромный успех первой части «Хроник» и раскритиковал оба рассказа из предполагавшейся второй части. Скотт в ответном письме признал, что вдохновение начало его оставлять, и предложил взять писательский перерыв. Финансовое положение автора, однако, не позволяло сделать такой перерыв. В результате, «Пертская красавица» выросла до размеров трехтомного романа. Книга была опубликована 15 мая 1828 года.